# Clinocera varipennis
Clinocera varipennis är en tvåvingeart som beskrevs av Maksymilian Nowicki 1868. Clinocera varipennis ingår i släktet Clinocera och familjen dansflugor. Inga underarter finns listade i Catalogue of Life.